# Diébé
Diébé is een gemeente (commune) in de regio Koulikoro in Mali. De gemeente telt 8700 inwoners (2009).
De gemeente bestaat uit de volgende plaatsen:
- Diébé
- Dionogo
- Dionoguon
- Dougazana
- Koisana
- Sèguènè
- Zanzouna